# Konwój AT-46
AT-46 – konwój morski z okresu II wojny światowej transportujący zaopatrzenie wojenne dla armii brytyjskiej z Aleksandrii do Tobruku. Pomimo silnej eskorty konwój stracił brytyjski zbiornikowiec SS „Eocene”, który został storpedowany 20 maja 1942 roku przez U-Boota U-431.

## Konwój i jego eskorta
W skład konwoju AT-46 wchodziło pięć statków handlowych, wśród których znajdował się zbudowany w 1922 roku brytyjski zbiornikowiec SS „Eocene” (o pojemności 4216 BRT)  . Eskortę konwoju stanowiło osiem brytyjskich okrętów: bezpośrednią osłonę stanowił niszczyciel eskortowy HMS „Eridge” (L68), niszczyciel HMS „Hero” (H99), korwety HMS „Delphinium” (K77) i HMS „Snapdragon” (K10) oraz uzbrojone statki wielorybnicze HMS „Cocker” i HMS „Falk” (FY789)  . Siły uderzeniowe składały się z dwóch niszczycieli eskortowych: HMS „Dulverton” (L63) i HMS „Hurworth” (L28)  .

## Przebieg operacji
Konwój rozpoczął swój rejs w poniedziałek, 18 maja 1942 roku, opuszczając Aleksandrię i kierując się w stronę Tobruku  . Z powodu ciężkich warunków atmosferycznych i silnego wiatru czołowego poruszające się w trzech kolumnach statki poruszały się z prędkością zaledwie 4-5 węzłów . Doprowadziło to do sytuacji, że konwój znalazł się na niebezpiecznych wodach po zmroku zamiast za dnia .
20 maja o godzinie 19:11 przebywający na powierzchni niemiecki U-Boot U-431 zauważył jednostki pływające konwoju AT-46 w odległości około 65 mil na wschód od Tobruku . Okręt natychmiast się zanurzył i o godzinie 20:19 wystrzelił dwie torpedy w kierunku największego statku, którym okazał się przewożący ładunek benzyny i wody brytyjski zbiornikowiec SS „Eocene” . Trafioną jedną z torped jednostkę zdołała opuścić cała załoga, a U-Boot po ataku zszedł na dużą głębokość . Eskorta konwoju przeprowadziła kontratak za pomocą bomb głębinowych: HMS „Delphinium”, HMS „Hero” i HMS „Falk” bombardowały domniemaną strefę przebywania nieprzyjaciela od strony lądu, natomiast HMS „Snapdragon” i HMS „Hurworth” podjęły identyczne działania od strony pełnego morza . Załoga U-431 naliczyła 21 wybuchów bomb, które jednak padały daleko od okrętu nie powodując żadnych uszkodzeń . Załoga uszkodzonego statku została uratowana przez statek wielorybniczy HMS „Cocker”, a o 23:45 „Eocene” zatonął na pozycji 31°56′N 25°15′E/31,933333 25,250000  . Wobec niewykrycia U-Boota i zatonięcia zbiornikowca eskorta przerwała poszukiwania sprawcy ataku i dołączyła do pozostałych statków, a konwój już bez przeszkód dotarł do Tobruku, osiągając port przeznaczenia rankiem 21 maja  .

## Podsumowanie
Konwój AT-46 utracił jeden zbiornikowiec o pojemności 4216 BRT – SS „Eocene”, zatopiony przez U-431. U-Boot po ataku wycofał się niezauważony nie odnosząc żadnych uszkodzeń .